# Плавки

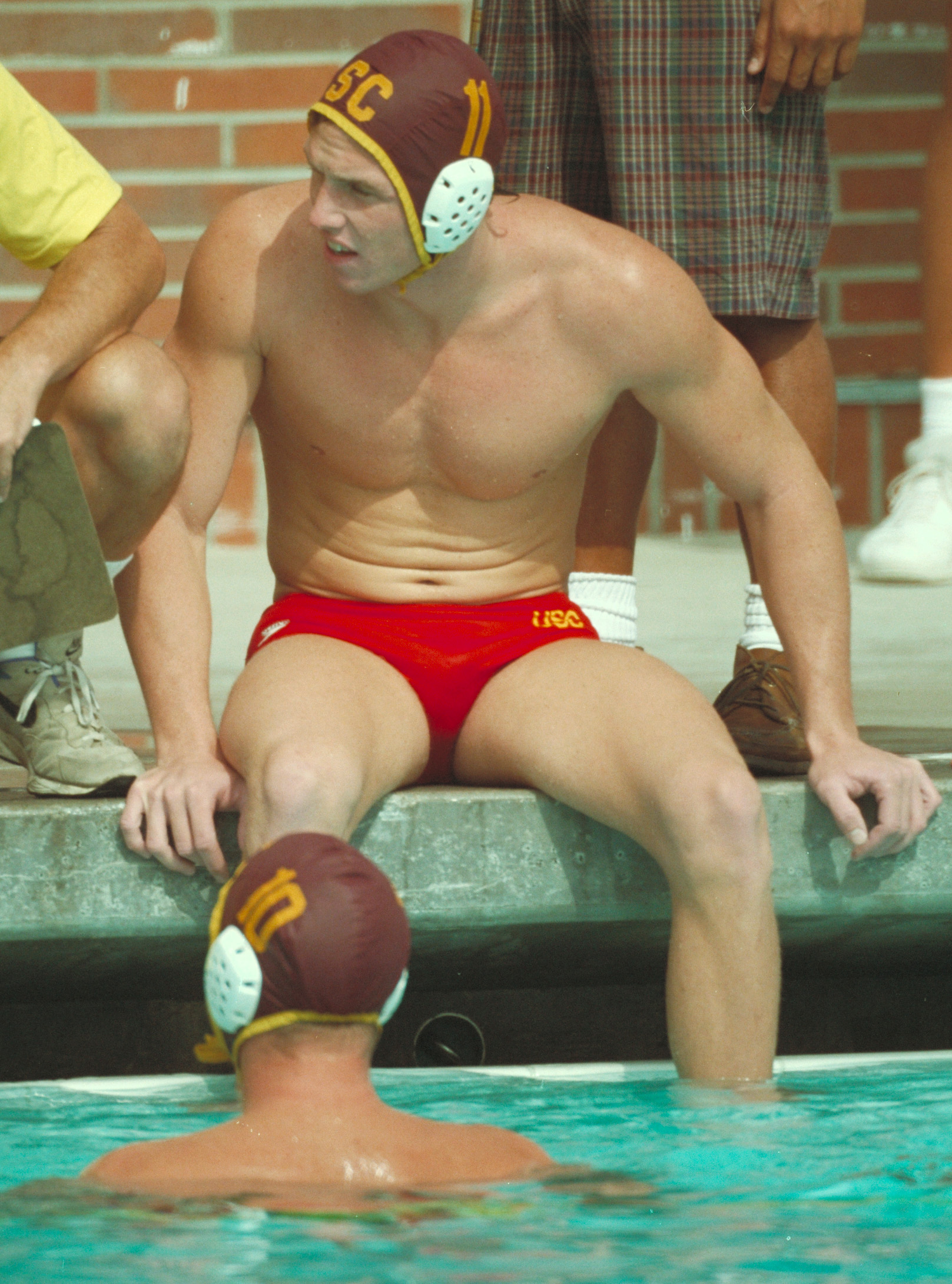
ватерполіст в плавках.

Плавки — короткі, щільно прилеглі труси для плавання та купання. Незважаючи на буденність даного предмета гардероба, плавки мають невелику історію, як і труси.
За часів античності існували морські курорти, на яких чоловіки плавали оголеними. Але після розпаду Римської імперії купання стало ганебним заняттям. Відомо, що Середньовіччя славилося підозрілістю до всього, що пов'язано з тілом. Однак, плавання не зникло назавжди, його світу повернули англійці: плавання було поширено серед корінних жителів Полінезії, яке аристократи освоїли в XVIII столітті. І знову берега водойм заповнили купальщики. Дуже часто, як і в Стародавньому Римі, оголені.
Ці події розлютили християнських моралістів, які негайно видали закон про Купанні в костюмах, що закривають тіло від шиї до колін. Стандартний, на ті часи, купальний костюм складався з пари шерстяних панталон довжиною до колін і в'язаної безрукавки. Невідомо, до яких часів чоловіки б з'являлися на пляжі в подібному вбранні, якби не вперті австралійці, які не звертали уваги на ці суворі заборони. У першій половині XX століття австралійські серфери подали всім іншим чоловікам відмінний приклад: вкоротили чоловічі купальні труси, ігноруючи вікторіанську мораль. Масове вкорочення плавальних костюмів сталося з відкриттям користі сонячних променів.
До вісімдесятих років чоловічі плавки придбали саме ту привабливу форму, яка від них і вимагається. Але потім вони знову почали збільшуватися в довжину і в об'ємі. Цей прийом допомагав приховати недоліки фігури, хоча плавки були створені на основі одягу баскетболістів, які, як відомо, на недоліки фігури поскаржитися не можуть. З тих пір ця модель оселилася як елемент чоловічого купального костюма, але поступово набула трохи іншого вигляду.
Найпопулярніші моделі чоловічих плавок: класичні плавки, боксери і плавки — шорти. Незважаючи на всі дизайнерські вишукування, плавки класичної форми як і раніше залишаються найпопулярнішими, оскільки їх форма найзручніша і ергономічна. Найчастіше плавки шиють з тканини, що містить 50 % натуральних волокон і 50 % синтетики (зазвичай — еластан або нейлон), що дозволяє їм відштовхувати воду і швидше висихати.